# هیو گارمون
هیو گارمون (انگلیسی: Huw Garmon؛ زادهٔ ۱۹۶۶) بازیگر اهل ولز است. وی دانش‌آموختهٔ دانشگاه آبریستویث است.
از فیلم‌ها یا برنامه‌های تلویزیونی که وی در آن نقش داشته‌است، می‌توان به پاتاگونیا، خیابان کورونیشن، نخبگان قاتل و عروس جنگ اشاره کرد.